# Twyman–Stokes Teammate of the Year Award
O Twyman–Stokes Teammate of the Year Award, é um prêmio anual da NBA, que reconhece "O companheiro ideal" da liga, que personifica o "jogo altruísta, empenho e dedicação à sua equipe".  O prêmio é dedicado em honra à Jack Twyman e Maurice Stokes. Os dois jogaram juntos nos Rochester / Cincinnati Royals de 1955 a 1958, até que a carreira de Stokes foi interrompida depois que ele caiu e feriu a cabeça durante um jogo contra o Minneapolis Lakers. Stokes ficou paralisado. Twyman, em seguida, tornou-se guardião e defensor legal de Stokes até que ele faleceu em 1970. Todos os anos, 12 jogadores, seis de cada conferência, são selecionados por um painel de lendas da NBA. Os jogadores da NBA, em seguida, lançam seu voto para o prêmio, com dez pontos dados por cada voto de primeiro lugar, sete pontos para um voto de segundo lugar, cinco pontos para o terceiro, três pontos para o quarto, e um ponto para cada voto recebido em quinto lugar. O jogador com o maior número de pontos, independentemente do número de votos de primeiro lugar, ganha o prêmio. O vencedor deste prêmio é presenteado com o Troféu Twyman-Stokes. Como parte da premiação, a NBA também faz uma doação de $ 25.000 para uma instituição de caridade à escolha do premiado. Chauncey Billups, jogador do Los Angeles Clippers foi o vencedor inaugural do prêmio.  Shane Battier, jogador do Miami Heat terminou em segundo lugar e Jason Kidd do New York Knicks ficou em terceiro.
Shane Battier, venceu o prêmio na temporada 2013-14 da NBA.  Al Jefferson ficou em segundo lugar e Dirk Nowitzki terminou em terceiro. Tim Duncan, do San Antonio Spurs, ganhou a terceira edição, superando Vince Carter e  Elton Brand.
|  | Indica um jogador que ainda está ativo na NBA |

| Ano     | Jogador          | Posição     | Franquia                   |
| ------- | ---------------- | ----------- | -------------------------- |
| 2012-13 | Chauncey Billups | Armador     | Los Angeles Clippers       |
| 2013-14 | Shane Battier    | Ala         | Miami Heat                 |
| 2014-15 | Tim Duncan       | Ala-pivô    | San Antonio Spurs          |
| 2015-16 | Vince Carter     | Ala-armador | Memphis Grizzlies          |
| 2016-17 | Dirk Nowitzki    | Ala-pivô    | Dallas Mavericks           |
| 2017-18 | Jamal Crawford   | Ala         | Minnesota Timberwolves     |
| 2018-19 | Mike Conley      | Armador     | Memphis Grizzlies (2)      |
| 2019-20 | Jrue Holiday     | Armador     | New Orleans Pelicans       |
| 2020-21 | Damian Lillard   | Armador     | Portland Trail Blazers     |
| 2021-22 | Jrue Holiday (2) | Armador     | Milwaukee Bucks            |
| 2022-23 | Jrue Holiday (3) | Armador     | Milwaukee Bucks (2)        |
| 2023-24 | Mike Conley (2)  | Armador     | Minnesota Timberwolves (2) |
| 2024-25 | Stephen Curry    | Armador     | Golden State Warriors      |

## Ligações Externas
- Website Oficial